# Snowshoe Lake, Renfrew County
Snowshoe Lake är en sjö i Kanada.   Den ligger i countyt Renfrew County och provinsen Ontario, i den sydöstra delen av landet, 170 km väster om huvudstaden Ottawa. Snowshoe Lake ligger 325 meter över havet. Arean är 0,18 kvadratkilometer. Den ligger vid sjön Bark Lake. Den sträcker sig 0,6 kilometer i nord-sydlig riktning, och 0,5 kilometer i öst-västlig riktning.
I omgivningarna runt Snowshoe Lake växer i huvudsak blandskog. Trakten runt Snowshoe Lake är nära nog obefolkad, med mindre än två invånare per kvadratkilometer.